# Raphaël Larrieu
Pour les articles homonymes, voir Larrieu.
Raphaël Arnaud Larrieu (né le 27 juin 1981 à Bayonne en France) est un joueur professionnel français de hockey sur glace qui évolue au poste de centre pour les Orques d'Anglet de 1992 à 2006 puis pour les Boxers de Bordeaux de 2006 à 2014.

## Carrière

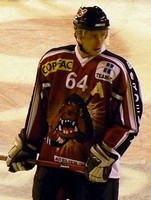
Raphaël Larrieu en 2007

Il commence le hockey à l’âge de 5 ans, à Anglet. Il  fait ses premiers pas dans la cour des grands, en division Élite lors de la saison 1998-1999. En 2003, il dispute la finale de la Coupe de France contre Villard de Lans, finale perdue aux tirs de pénalité. Lors de la saison suivante, Anglet finit troisième du championnat de France élite. En 2006, il peut évoluer vers une carrière professionnelle, et décide donc de quitter son club formateur, après 20 ans de loyaux services, pour s’aventurer sur  la glace bordelaise. Il finit 2e meilleur buteur, assistant et pointeur des Boxers de Bordeaux.

## Clubs successifs
- Les orques d'Anglet : de 1992 à 2006
- Les Boxers de Bordeaux : de 2006 à 2014

## Palmarès
- 1999-2000 :

- Demi-Finaliste du Championnat de France Cadets Élite
- 2000-2001 :

- Finaliste du Championnat de France Cadets Élite
- 2002-2003 :

- Finaliste de la Coupe de France
- 2003-2004 :

- 3e du Championnat de France Élite

## Statistiques
Pour la signification des abréviations, voir statistiques du hockey sur glace.
| Saison    | Équipe             | Ligue        |    | Saison régulière | Saison régulière | Saison régulière | Saison régulière | Saison régulière |   | Séries éliminatoires | Séries éliminatoires | Séries éliminatoires | Séries éliminatoires | Séries éliminatoires |
| Saison    | Équipe             | Ligue        | PJ | B                | A                | Pts              | Pun              | PJ               | B | A                    | Pts                  | Pun                  |                      |                      |
| 1998-1999 | Orques d’Anglet    | Ligue Élite  | 3  | 0                | 0                | 0                | 0                |                  |   |                      |                      |                      |                      |                      |
| 1999-2000 | Orques d’Anglet    | Ligue Élite  | 2  | 0                | 0                | 0                | 0                |                  |   |                      |                      |                      |                      |                      |
| 2000-2001 | Orques d’Anglet    | Ligue Élite  | -  | 1                | 0                | 1                | -                |                  |   |                      |                      |                      |                      |                      |
| 2001-2002 | Orques d’Anglet    | Ligue Élite  | 14 | 2                | 2                | 4                | -                |                  |   |                      |                      |                      |                      |                      |
| 2002-2003 | Orques d’Anglet    | Super 16     | 14 | 1                | 2                | 3                | 6                |                  |   |                      |                      |                      |                      |                      |
| 2003-2004 | Orques d’Anglet    | Super 16     | 26 | 4                | 4                | 8                | 24               | 9                | 1 | 1                    | 2                    | 14                   |                      |                      |
| 2004-2005 | Orques d’Anglet    | Ligue Magnus | 27 | 2                | 6                | 8                | 30               | 6                | 1 | 0                    | 1                    | 2                    |                      |                      |
| 2005-2006 | Orques d’Anglet    | Ligue Magnus | 22 | 0                | 5                | 5                | 6                | 2                | 1 | 1                    | 0                    | 0                    |                      |                      |
| 2006-2007 | Boxers de Bordeaux | Division 1   | 13 | 8                | 3                | 11               | 28               | 14               | 9 | 12                   | 21                   | 6                    |                      |                      |
| 2007-2008 | Boxers de Bordeaux | Division 1   | 26 | 16               | 9                | 25               | 8                | 2                | 0 | 1                    | 1                    | 0                    |                      |                      |
| 2008-2009 | Boxers de Bordeaux | Division 1   | 26 | 17               | 14               | 31               | 18               | 2                | 0 | 0                    | 0                    | 2                    |                      |                      |
| 2009-2010 | Boxers de Bordeaux | Division 1   | 24 | 20               | 13               | 33               | -                | 2                | 1 | 1                    | 2                    | 0                    |                      |                      |
| 2010-2011 | Boxers de Bordeaux | Division 1   | 26 | 17               | 11               | 28               | 56               | 6                | 4 | 0                    | 4                    | 4                    |                      |                      |
| 2011-2012 | Boxers de Bordeaux | Division 1   | 26 | 14               | 13               | 27               | 40               |                  |   |                      |                      |                      |                      |                      |
| 2012-2013 | Boxers de Bordeaux | Division 1   | 25 | 8                | 12               | 20               | 34               | 4                | 2 | 2                    | 4                    | 4                    |                      |                      |
| 2013-2014 | Boxers de Bordeaux | Division 1   | 25 | 3                | 5                | 8                | 6                | 9                | 0 | 0                    | 0                    | 2                    |                      |                      |